# Stanisław Gulak
Stanisław Gulak (ur. 24 marca 1965 w Tomaszowie Lubelskim) – polski duchowny katolicki, kapelan wojskowy, teolog i etyk, doktor habilitowany, profesor uczelni w Podhalańskiej Państwowej Uczelni Zawodowej w Nowym Targu i jej rektor w kadencji 2016–2020 (odwołany w marcu 2020).

## Życiorys

### Wykształcenie
W 1990 ukończył studia magisterskie filozoficzno-teologiczne w Katolickim Uniwersytecie Lubelskim. Doktoryzował się w 1999 na Wydziale Teologii KUL w oparciu o pracę zatytułowaną Nauka Franciszka Dziaska o łasce, której promotorem był ks. dr hab. Krzysztof Góźdź. Stopień naukowy doktora habilitowanego uzyskał w 2015 na Wydziale Pedagogicznym Uniwersytetu Katolickiego w Rużomberku na podstawie rozprawy pt. Étos v didaktike náboženskej výchovy budúcich ošetrovateľov (Etos w dydaktyce wychowania religijnego przyszłych pielęgniarzy).
Kwestia jego habilitacji była przedmiotem zainteresowania mediów i prof. Bogusława Śliwerskiego, badacza tzw. turystyki habilitacyjnej. Według informacji z bazy OPI Gulak habilitował się w dyscyplinie nauk teologicznych, według biogramu zamieszczonego na stronie internetowej Podhalańskiej Państwowej Uczelni Zawodowej w Nowym Targu przewód habilitacyjny przeprowadził z nauk społecznych, zaś według komunikatu Uniwersytetu Katolickiego w Rużomberku habilitacja nastąpiła na kierunku „dydaktyka przedmiotowa – teoria kształcenia i wychowania religijnego”.
W listopadzie 2018 do Ministerstwa Nauki i Szkolnictwa Wyższego została skierowana anonimowa informacja o możliwości popełnienia przez Gulaka plagiatu w kilku publikacjach. Nie wywołała ona jednak żadnego zainteresowania. W maju 2019 prof. Stanisław Hodorowicz napisał memoriał o nieuczciwościach naukowych Gulaka i skierował go do przewodniczącego Centralnej Komisji do Spraw Stopni i Tytułów.
W czerwcu 2019 Beata Zalot opublikowała w „Tygodniku Podhalańskim” artykuł, w którym zasugerowała, że praca habilitacyjna Gulaka to plagiat. Według dziennikarki w rozprawie znalazły się fragmenty pożyczone od innych autorów, których nie ma w przypisach i końcowej bibliografii. Obszerne kopiowanie całych fragmentów miało dotyczyć np. prac ks. prof. Józefa Tischnera. W przypadku innego autora Gulak miał skopiować jednym ciągiem 16 stron. Ponadto w pracy habilitacyjnej Gulaka miały znaleźć się rażące błędy ortograficzne, a niektóre fragmenty miały być pisane inną czcionką. W tym samym miesiącu Gulak wydał oświadczenie, w którym odrzucił kierowane w jego stronę zarzuty, wskazując, że praca habilitacyjna pomyślnie przeszła sprawdzenie w systemie antyplagiatowym. Beacie Zalot zarzucił, że nadużyła pozycji dziennikarskiej i złamała prawo prasowe. W Prokuraturze Rejonowej w Nowym Targu złożył zawiadomienie o możliwości popełnienia przestępstwa nękania przez dziennikarkę. Prokuratura odmówiła wszczęcia śledztwa. Rada nowotarskiej uczelni nie dostrzegła w pracach naukowych Gulaka żadnych nieprawidłowości, wskazując na rzetelność jego dorobku naukowego. Senat PPWSZ uznał, że nie posiada uprawnień do oceny postępowania Gulaka i jego dorobku.
Na początku lipca 2019 minister nauki i szkolnictwa wyższego Jarosław Gowin polecił wszczęcie postępowania dyscyplinarnego wobec Gulaka. Rozpoczęło się ono 3 września 2019. W marcu 2020 minister nauki i szkolnictwa wyższego wydał komunikat, w którym stwierdził, że skala i rodzaj naruszeń prawa przez Gulaka były rażące. Rzecznik dyscyplinarny MNiSW wskazał, że w pracy habilitacyjnej Gulaka znajdowały się 74 fragmenty z ośmiu publikacji (łącznie 1340 zapożyczonych wersów). O możliwości popełnienia przestępstwa przez Gulaka ministerstwo zawiadomiło prokuraturę. Prokurator umorzył postępowanie wobec braku danych dostatecznie uzasadniających podejrzenie popełnienia przestępstwa.

### Praca zawodowa
Święcenia kapłańskie otrzymał 2 czerwca 1990. Następnie pracował jako wikariusz w parafii Chodel. Po rozpoczęciu studiów doktoranckich został duszpasterzem akademickim Uniwersytetu Marii Curie-Skłodowskiej, a w 1995 prefektem w niepublicznym Liceum Ogólnokształcącym im. Jana III Sobieskiego w Lublinie.
W 2000 został przyjęty do Ordynariatu Polowego Wojska Polskiego. W 2001 rozpoczął pracę w Wyższej Szkole Oficerskiej Sił Powietrznych w Dęblinie, w której był kapelanem i wykładowcą etyki i filozofii. Jako proboszcz parafii wojskowej Matki Boskiej Loretańskiej w Dęblinie był inicjatorem budowy nowego kościoła. W latach 2007–2016 był proboszczem parafii wojskowej św. Agnieszki w Krakowie. W 2007 został mianowany dziekanem 2 Korpusu Zmechanizowanego, a w 2008 dziekanem Wojsk Specjalnych. Jako duchowny wojskowy doszedł do stopnia pułkownika. Od czerwca 2021 jest proboszczem parafii Wniebowzięcia NMP w Puławach.
Jako nauczyciel akademicki związany z Podhalańską Państwową Uczelnią Zawodową w Nowym Targu, w której objął stanowisko profesora uczelni. Wykładał filozofię i etykę, był też dyrektorem Instytutu Nauk Humanistyczno-Społecznych i Turystyki. W maju 2016 został wybrany na rektora nowotarskiej uczelni w kadencji 2016–2020. 17 marca 2020 został odwołany z pełnionej funkcji przez ministra nauki i szkolnictwa wyższego w związku ze stwierdzeniem rażącego naruszenia prawa. W lutym 2021 Wojewódzki Sąd Administracyjny w Warszawie uchylił decyzję o odwołaniu.

### Odznaczenia
W 2006, za zasługi dla obronności i suwerenności kraju, został odznaczony Brązowym Krzyżem Zasługi.
Wyróżniony również: Brązowym Medalem „Siły Zbrojne w Służbie Ojczyzny” (2008), Srebrnym Medalem „Za Długoletnią Służbę” (2010), Srebrnym Medalem „Za Zasługi Dla Obronności Kraju” (2011), Odznaką „Zasłużony dla Kultury Polskiej” (2013), Złotą Odznaką „Za zasługi w Pracy Penitencjarnej” (2014), Brązową Odznaką „Zasłużony dla Służby Celnej” (2015).